# Suicide and Life-Threatening Behavior
La revue Suicide and Life-Threatening Behavior est une revue scientifique bimestrielle à comité de lecture éditée par l'Association américaine de suicidologie. 

## Description
Créée en 1971 par Edwin Shneidman, elle publie six numéros par an et est éditée par Wiley-Blackwell, au nom de l'Association américaine de suicidologie. L'actuel directeur de la publication est Thomas Joiner (en), professeur de l'université d'État de Floride. Le journal couvre la recherche scientifique sur les comportements suicidaires, les facteurs de risque de suicide, les questions d'éthique dans la recherche sur les interventions, et les besoins en santé mentale des personnes endeuillées par le suicide d'un proche. 
Selon le Journal Citation Reports, le journal  a en 2015 un facteur d'impact de 2.726, et se place au 25e rang sur 129 revues dans la catégorie psychologie, et au 37e rang sur 139 revues dans la catégorie psychiatrie (sciences sociales).